# Reprezentacja Dominiki w piłce nożnej mężczyzn
Reprezentacja Dominiki w piłce nożnej jest narodową drużyną karaibskiego państwa Dominika, kontroluje ją Związek Piłkarski Dominiki (Dominica Football Association). Federacja została założona w 1970, od 1994 jest członkiem FIFA, w tym samym roku weszła do CONCACAF. Reprezentacja Dominiki to jedna z najsłabszych drużyn na świecie. Nigdy nie awansowała do finałów Mistrzostw Świata ani do Złotego Pucharu CONCACAF. Obecnie w rankingu FIFA zajmuje 183 miejsce. Trenerem reprezentacji jest Rajesh Joseph Latchoo.
Dominika zajmowała 18 maja 2011 18. miejsce w CONCACAF.

## Udział wMistrzostwach Świata
- 1930 – 1978 – Nie brała udziału (była kolonią brytyjską)
- 1982 – 1994 – Nie brała udziału
- 1998 – 2022 – Nie zakwalifikowała się

## Udział wZłotym Pucharze CONCACAF
- 1991 – Nie brała udziału
- 1993 – 2002 – Nie zakwalifikowała się
- 2003 – Wycofała się w trakcie kwalifikacji
- 2005 – 2021 – Nie zakwalifikowała się

## Udział wPucharze Karaibów
- 1989 – Nie zakwalifikowała się
- 1990 – 1991 – Nie brała udziału
- 1992 – 1993 – Nie zakwalifikowała się
- 1994 – Faza Grupowa
- 1995 – 1997 – Nie zakwalifikowała się
- 1998 – Faza Grupowa
- 1999 – 2017 – Nie zakwalifikowała się